# Klajda Gjosha

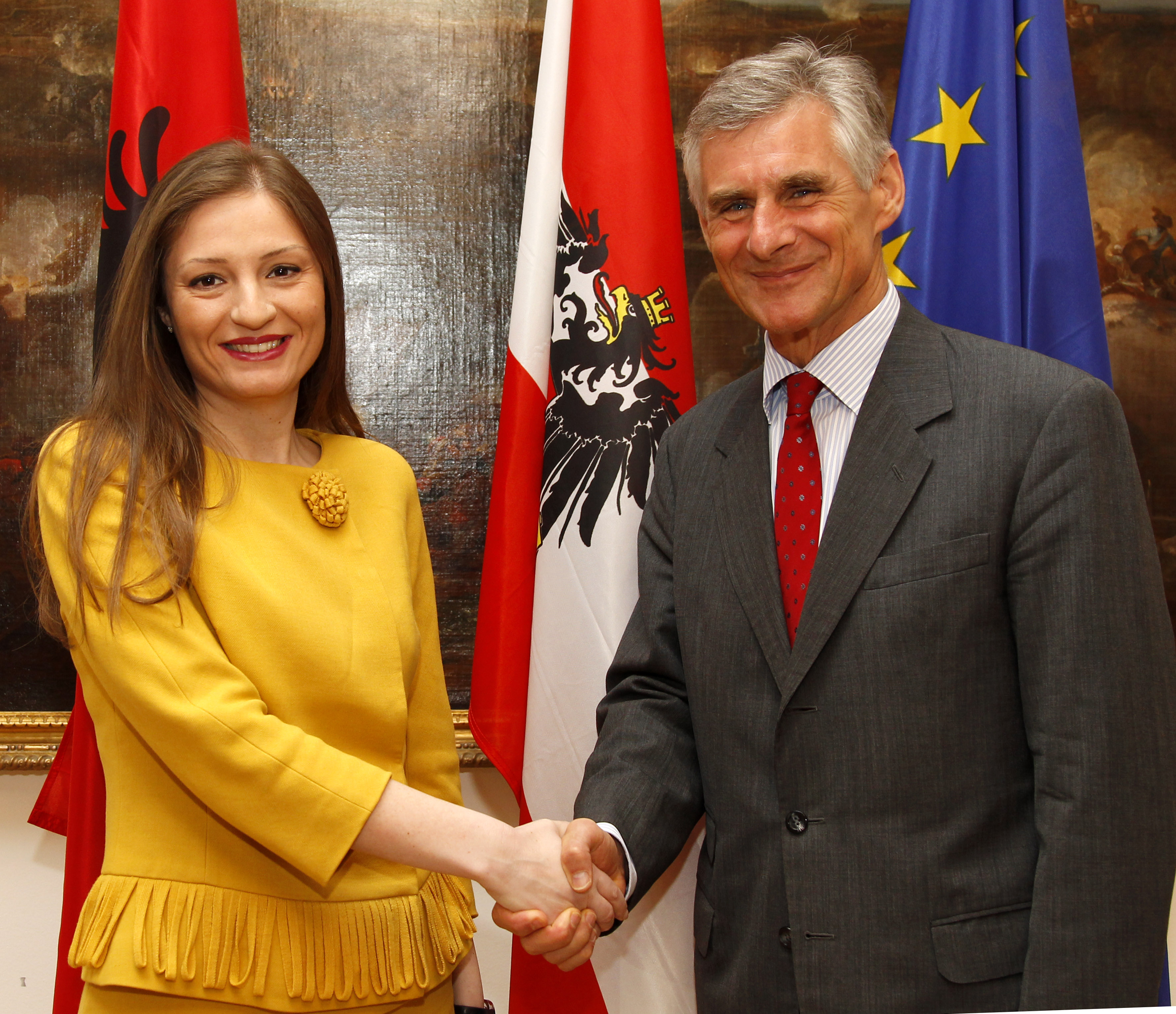
Klajda Gjosha bei einem Besuch in Wien mit Michael Linhart (2014)

Klajda Gjosha [klajda ɟɔʃa] (* 28. Juli 1983 in Tirana) ist eine albanische Politikerin (LSI). Zwischen 2013 und 2017 war sie Ministerin für europäische Integration im Kabinett Rama I und bis 2021 Abgeordnete im albanischen Parlament.

## Leben

### Jugend und Ausbildung
Im Alter von 15 Jahren emigrierte Klajda Gjosha mit ihrer Familie aus Albanien ins Vereinigte Königreich und musste deswegen nach zwei Klassen die Mittelschule „Ismail Qemali“ in ihrer Heimatstadt Tirana abbrechen.
In der neuen Heimat besuchte sie zunächst das Strode College bei Somerset im Südwesten Englands, welches sie 2002 erfolgreich mit fortgeschrittenem Niveau abschloss. Danach studierte sie Internationale Politik und Beziehungen an der University of Reading und erreichte ihren Bachelor im Jahr 2005. Im folgenden Jahr schloss sie ihr Studium in Reading mit dem akademischen Grad Master in Europäischen Studien ab.
Nach einem anschließenden Praktikum in der Verwaltung der deutschen EU-Parlamentsabgeordneten Doris Pack im Jahr 2007 kehrte sie für eine Weile nach Albanien zurück, wo sie in Tirana einen Monat für die damalige WAZ-Mediengruppe arbeitete.

### Politische Laufbahn
Die vollständige Rückkehr nach Albanien kam erst nach einem Treffen mit Ilir Meta, dem Parteivorsitzenden der Sozialistischen Bewegung für Integration (LSI), im Jahr 2008 zustande. 2009 ging die LSI mit der Demokratischen Partei (PD) eine Regierungskoalition ein (siehe hierzu Kabinett Berisha II) und Gjosha kam erstmals in eine staatliche Behörde Albaniens: Zwischen April 2010 und September 2011 war sie Direktorin der 13 Arbeitsämter in Tirana des Arbeitsministeriums. Dann wechselte sie in die Bashkia (Stadtverwaltung) und war ein Jahr lang Tourismusdirektorin der Hauptstadt.

#### Regierungsämter
2012 bis 2013 war Klajda Gjosha stellvertretende Ministerin für Arbeit, Sozialfragen und Chancengleichheit im Kabinett vom damaligen Ministerpräsidenten Sali Berisha (PD).
Am 31. Juli 2013 wurde bekannt, dass Klajda Gjosha im künftigen Regierungskabinett von Ministerpräsident Edi Rama (PS) das Ministerium für europäische Integration leiten würde. Am 15. September wurde die neue Regierung vereidigt. Nach den Wahlen von 2017 war ihre Partei nicht mehr an der Regierung beteiligt.

#### Parteiinterne Funktionen
Klajda Gjosha wurde 2008 Mitglied der Sozialistischen Bewegung für Integration (LSI). Seit dem 18. August 2012 ist sie Präsidentin des Frauenforums der Partei, der Bewegung der Frau für Integration (Lëvizja e Gruas për Integrim). Gleichzeitig wurde Gjosha stellvertretende Parteivorsitzende der LSI und Mitglied des Parteivorstands.
Bei den Wahlen von 2017 wurde sie erneut ins Parlament gewählt, trat später aber zurück. Bei den Wahlen 2021 erlitt die LSI eine deutliche Niederlage; auch Klajda Gjosha wurde nicht wiedergewählt.
Gjosha ist innerhalb der Partei mitunter für außenpolitische Themen verantwortlich.

### Familie und Privates
Klajda Gjosha ist seit 31. August 2013 mit dem Ökonomen Adrian Gjoni verheiratet. Sie wurde im August 2019 Mutter eines zweiten Kindes.
Neben ihrer Muttersprache Albanisch spricht sie auch fließend Englisch. Außerdem hat sie gute Kenntnisse im Italienischen und Französischen.